# Hervé Chaffardon
‌
Pas d'image ? Cliquez ici

a Compétitions nationales et continentales officielles uniquement.

Dernière mise à jour le 3 avril 2010.
Hervé Chaffardon, né le 27 août 1965 à Chambéry dans le département de la Savoie, est un joueur de rugby à XV qui évoluait au poste de deuxième et troisième ligne.

## Carrière

### Débuts à Chambéry
Hervé Chaffardon est formé au SO Chambéry où il débute en équipe première qui évolue à l'époque en groupe B.
En 1986, en ballottage avec le LOU lors de la dernière journée, Chambéry est relégué à cause d’une courte défaite à Châteaurenard 16-12.

### Révélation auFC Grenoble
Il commence sa carrière dans l'élite du rugby français au FC Grenoble en 1986.

#### Finaliste du Challenge du Manoir1986
Le club, alors entraîné par Jean Liénard, est solidement installé au sommet de la hiérarchie nationale et dispute la finale du Challenge Yves du Manoir, perdue contre Montferrand après avoir éliminé le Stade Toulousain, champion de France en demi-finale 31-17.

#### Vainqueur du Challenge Yves du Manoir1987
Il remporte le Challenge Yves du Manoir l'année suivante en 1987 après avoir dominé Agen 26-7 en finale.

#### Finaliste du Challenge Yves du Manoir1990
La saison 1989-1990 voit Hervé Chaffardon être reconverti en deuxième ligne et disputer une autre finale de du Manoir perdue en 1990 contre le RC Narbonne et aussi un quart de finale de championnat au gout amère perdu contre le futur champion le Racing Club de France sur un essai refusé à tort,.
Fin 1990, il est sélectionné avec une sélection Provence-Côte d'Azur qui au Stade Mayol de Toulon réussira l'exploit de battre les All Blacks (15-19).

#### Privé du titre de champion de France1993
Replacé au poste de troisième ligne aile, Hervé Chaffardon assiste alors à l'émergence des Mammouths de Grenoble dont Jacques Fouroux en fera le capitaine, avec pour point d'orgue la participation à la finale du championnat de France en 1993, perdue sur erreur d'arbitrage 11-14 contre le Castres olympique dans une finale polémique avec notamment un essai irrégulier du castrais Gary Whetton et un autre refusé au grenoblois Olivier Brouzet.
Cette finale fera aussi longtemps parler à cause de l'opposition entre le président de la FFR Bernard Lapasset et le manager grenoblois Jacques Fouroux. Il estime que son club méritait de gagner ce titre de champion de France 1993.

### Sélectionné avec les Barbarians Français
Le 11 novembre 1993, il est invité avec les Barbarians français pour jouer contre l'Australie à Clermont-Ferrand. Les Baa-Baas s'inclinent 26 à 43. 
En 1994, il participe à la tournée des Barbarians français en Australie. Le 26 juin 1994, il joue contre l'Université de Sydney en Australie. Les Baa-Baas s'imposent 36 à 62. Le 29 juin 1994, il joue contre les Barbarians Australiens au Sydney Cricket Ground. Les Baa-Baas français s'imposent 29 à 20.

### Retour pour une saison à Chambéry en 1996
À l'issue de la saison 1994-1995, il est remercié par le FC Grenoble et retourne du moins le croit-il finir sa carrière dans le club de ses débuts au SO Chambéry.

### Transfert auStade Françaisen 1997
Cette retraite forcée ne dure qu'une saison, Bernard Laporte fait appel à lui pour rejoindre l'aventure du Stade français lors de la saison 1996-1997. Depuis 1995, le club parisien a franchi un échelon chaque année, partant du Groupe B pour devenir deuxième du Groupe A2 de première division cette année-là.

#### Champion de France 1998, 2000, 2003 et 2004
La saison suivante voit les Parisiens remporter le Bouclier de Brennus, en dominant largement l'USA Perpignan en finale. Hervé Chaffardon glane alors son premier titre de champion de France 5 ans après la finale polémique de 1993. 
Il reste dans le club de la capitale jusqu'en 2004, remportant au passage une coupe de France et trois nouveaux titres en championnat en 2000, 2003 et 2004. 

### Reconversion en tant qu’entraîneur
Il finit sa carrière en tant qu'entraîneur-joueur au Pays d'Aix RC. Il continue à entraîner le club provençal en Pro D2 après avoir raccroché les crampons en 2005.
En 2007, il signe pour trois ans au Rugby Épernay Champagne en tant d'entraîneur. 
En 2012, il signe, après avoir entraîné les jeunes du Stade français et du CS Villefranche Beaujolais, à OSGL Rugby (Olympique de Saint Genis Laval) et permet leur montée en honneur la même saison.

## Palmarès
Avec le FC Grenoble :
- Championnat de France de première division :
  - Vice-champion (1) : 1993.
  - Demi-finaliste (2) : 1992 et 1994.

- Challenge Yves du Manoir : 
  - Vainqueur (1) : 1987.
  - Finaliste (2) : 1986 et 1990.

- Cape du FC Grenoble[19]

Avec le Stade français :
- Championnat de France de première division :
  - Champion (4) : 1998, 2000, 2003 et 2004.

- Coupe de France : 
  - Vainqueur (1) : 1999.
  - Finaliste (1) : 1998.

- Coupe d'Europe : 
  - Vice-champion (1) : 2001.